# スティーブ・アーウィン
スティーブ・アーウィン（Steve Irwin、本名: Stephen Robert Irwin、1962年2月22日 - 2006年9月4日）は、オーストラリアの動物園経営者・環境保護運動家。反捕鯨運動でも活動していた。
アメリカ合衆国ではアニマルプラネットで彼がホストを務めた人気テレビ番組『クロコダイル・ハンター』、日本では日本テレビの『世界まる見え!テレビ特捜部』などでも紹介されていた。オーストラリア国内では「世界で最も有名なオーストラリア人」とされていた。　

## 生涯

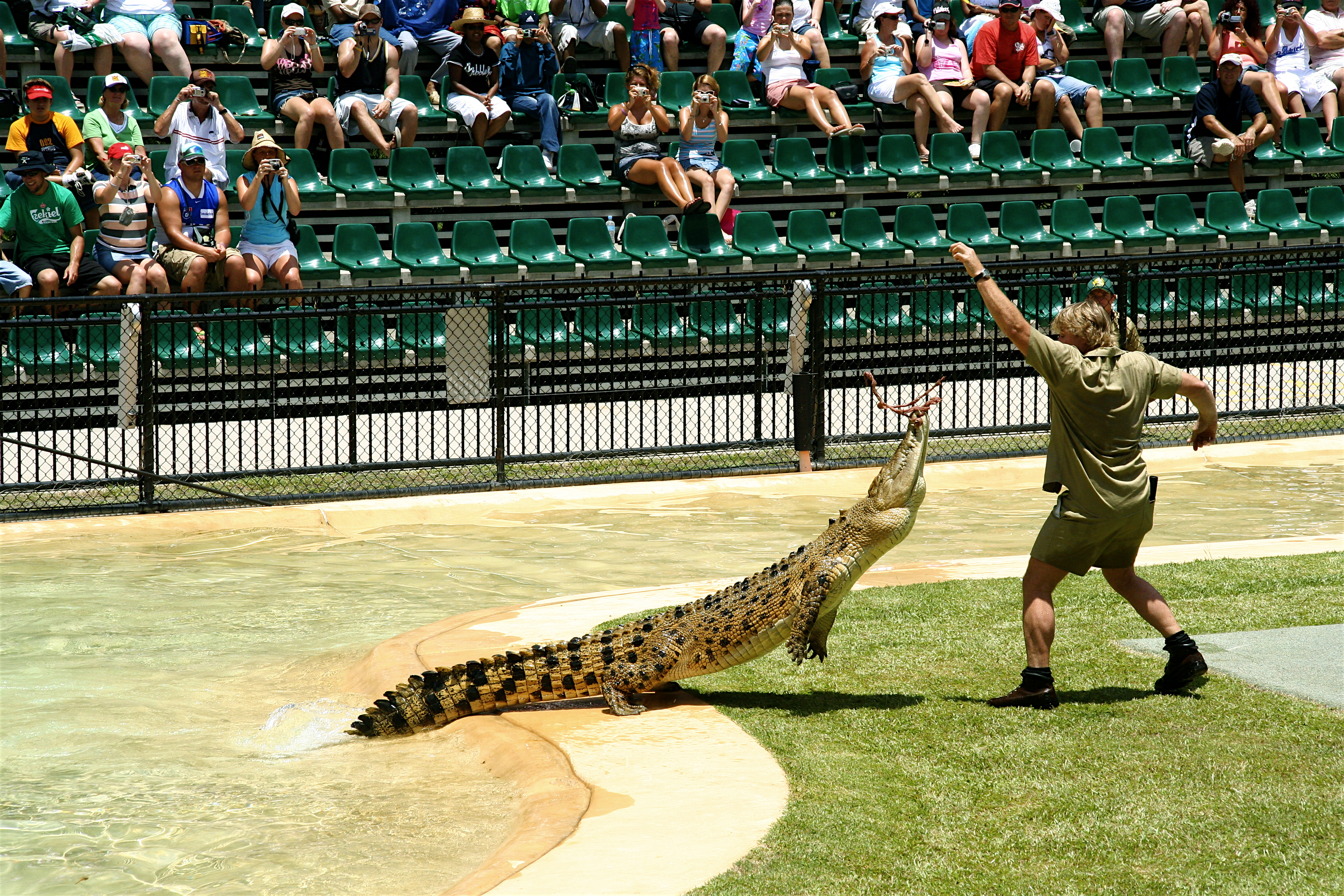
オーストラリア動物園でクロコダイルに餌付けするアーウィン

1962年にオーストラリアのビクトリア州エセンドンで生まれ、1973年にクイーンズランド州に移った。そこで両親がビーアワー爬虫類公園を開業し、後にアーウィンが現在のオーストラリア動物園に発展させた。妻はアメリカ合衆国オレゴン州で生まれ、この動物園で働いていたテリー（Terri Irwin）で、動物園は2人の共同経営になっている。2人の間には1998年生まれの長女ビンディ（Bindi Sue Irwin）と2003年生まれの長男ロバート（Robert Clarence "Bob" Irwin）がいた。アーウィン本人はクロコダイル・ハンター（Crocodile Hunter）の愛称で、国内外のテレビでタレントとして活動していた。

## 急死
2006年9月4日、現地時間午前11時（UTC+10）にクイーンズランド州ポートダグラスのグレート・バリア・リーフでドキュメンタリー番組『海の危険動物』 "Ocean's Deadliest" を収録中に、アカエイに胸を刺された。アカエイの棘がアーウィンの胸に刺さり、心停止したことで死亡した。44歳であった。
刺された際にアレルギー反応や心臓発作が起こったことも考えられる。アーウィンは自分で棘を抜き取ったというが、レスキュー隊員が駆け付けた時には、アーウィンは既に死亡していた。アカエイには尾の付け根に毒腺を伴った棘があり、それによって外敵を攻撃する。トゲにはノコギリのような返しがついているため、一度刺さると簡単には抜けない。人がアカエイに襲われるケースは頻繁にあるものの、命を落とすことは稀だという。それまでにオーストラリア国内では、アカエイによって命を落とした報告例は2件しかなかった。
死の翌日の追悼式に際しては、アーウィンの親友だった俳優のラッセル・クロウやアーウィンのファンであった女優のキャメロン・ディアスも参列し、当時のオーストラリア首相だったジョン・ハワードも連邦議会を中断して哀悼の意を述べた。
反捕鯨活動団体のシーシェパードはアーウィンの死後の2007年12月5日、アーウィンにちなみ、活動船「ロバート・ハンター」を「スティーブ・アーウィン」 MV Steve Irwin に改称した。妻のテリーもシーシェパードの活動に賛同し、この改称を了承した。

## 主な出演番組

### テレビ
- クロコダイル・ハンター The Crocodile Hunter （1997年-2004年）
- Croc Files （1999年-2000年）
- サウスパーク South Park （ゲスト出演）
- My little pony-Friendship is magic (シーズン9　エピソード12) "スナップ・シャッター"

### 映画
- ドクター・ドリトル2 Dr. Dolittle 2 （2001年、カメオ出演）
- クロコダイル・ハンター ザ・ムービー The Crocodile Hunter: Collision Course （2002年）
- The Wiggles: Wiggly Safari （2002年）
- ハッピー フィート Happy Feet （2006年、声の出演）